# Associazione Calcio Siena 1982-1983
Questa voce raccoglie le informazioni riguardanti l'Associazione Calcio Siena nelle competizioni ufficiali della stagione 1982-1983.

## Stagione
Nella stagione 1982-1983 il Siena disputò il primo campionato di Serie C1 della sua storia, salvandosi al termine per classifica avulsa.

## Divise e sponsor
| 1ª divisa |

## Organigramma societario
Area direttiva
- Presidente: Ennio Regoli
- Direttore sportivo: Giuseppe Ferrari
- Segretario: Stefano Osti

Area tecnica
- Allenatore: Guido Mammi
- Allenatore in seconda: Primo Luigi Galasi

Area sanitaria
- Medico sociale: Guido Guideri
- Massaggiatore: Mauro Fanetti

## Rosa
| N. |                   | Ruolo | Calciatore             |
| -- | ----------------- | ----- | ---------------------- |
|    | Italia (bandiera) | P     | Roberto Busi           |
|    | Italia (bandiera) | P     | Giovanni Battista Gori |
|    | Italia (bandiera) | D     | Maurizio Gridelli      |
|    | Italia (bandiera) | D     | Stefano Neri           |
|    | Italia (bandiera) | D     | Giulio Pelati          |
|    | Italia (bandiera) | D     | Roberto Piccinini      |
|    | Italia (bandiera) | D     | Fermo Spallanzani      |
|    | Italia (bandiera) | D     | Enrico Vichi           |
|    | Italia (bandiera) | C     | Bruno Beatrice         |
|    | Italia (bandiera) | C     | Pietro Bencini         |
|    | Italia (bandiera) | C     | Antonio Bianchi        |

| N. |                   | Ruolo | Calciatore         |
| -- | ----------------- | ----- | ------------------ |
|    | Italia (bandiera) | C     | Luigi Delneri      |
|    | Italia (bandiera) | C     | Luigi Rocca        |
|    | Italia (bandiera) | C     | Roberto Sistici    |
|    | Italia (bandiera) | C     | Paolo Stringara    |
|    | Italia (bandiera) | C     | Giuseppe Testa     |
|    | Italia (bandiera) | C     | Franco Tintisona   |
|    | Italia (bandiera) | A     | Guglielmo Coppola  |
|    | Italia (bandiera) | A     | Fabrizio Foglietti |
|    | Italia (bandiera) | A     | Luciano Macrì      |
|    | Italia (bandiera) | A     | Riccardo Pecchi    |

## Risultati

### Serie C1

#### Girone d'andata
| Siena 19 settembre 1982 | Siena           | 0 – 0 | Taranto | Stadio del Rastrello\| Arbitro: \| Marascia (Roma) \| |
| Arbitro:                | Marascia (Roma) |       |         |                                                       |

| Arbitro: | Scalise (Bologna) |

|                    |           |  |
| Polenta 83’ (rig.) | Marcatori |  |

| Arbitro: | Basile (Siracusa) |

|  |           |          |
|  | Marcatori | 5’ Orati |

| Arbitro: | Ronchetti (Modena) |

|             |           |  |
| Delneri 74’ | Marcatori |  |

| Arbitro: | Mele (Bergamo) |

|  |           |             |
|  | Marcatori | 13’ Coppola |

| Arbitro: | Creati (Acireale) |

|               |           |           |
| Stringara 55’ | Marcatori | 73’ Sapio |

| Arbitro: | Ramacci (Latina) |

|           |           |  |
| Tanzi 68’ | Marcatori |  |

| Arbitro: | Dal Forno (Ivrea) |

|                    |           |                      |
| Coppola 66’ (rig.) | Marcatori | 87’ (rig.) Caligiuri |

| Arbitro: | Gava (Conegliano) |

|               |           |           |
| Vittiglio 53’ | Marcatori | 50’ Vichi |

| Arbitro: | Dal Fovo (Trento) |

|  |           |           |
|  | Marcatori | 64’ Mucci |

| Arbitro: | Boschi (Parma) |

|                                |           |            |
| Meloni 25’ (rig.) Piccioni 44’ | Marcatori | 71’ Pecchi |

| Arbitro: | Amendolia (Messina) |

|               |           |                               |
| Mattolini 41’ | Marcatori | 25’ (rig.) Coppola 80’ Pecchi |

| Arbitro: | Baldas (Trieste) |

|                         |           |                        |
| Pecchi 2’, 9’ Testa 88’ | Marcatori | 50’ Quadri 58’ Zottoli |

| Livorno 19 dicembre 1982 | Livorno            | 0 – 0 | Siena | Stadio Comunale\| Arbitro: \| Ronchetti (Modena) \| |
| Arbitro:                 | Ronchetti (Modena) |       |       |                                                     |

| Arbitro: | Damiani (Ascoli Piceno) |

|             |           |               |
| Coppola 21’ | Marcatori | 20’ Massarini |

| Arbitro: | Dall'Oca (Abbiategrasso) |

|                                                 |           |           |
| Sorbello 30’ (rig.) Negrisolo 42’ Colombini 73’ | Marcatori | 85’ Testa |

| Arbitro: | Laricchia (Bari) |

|                       |           |                           |
| Testa 49’ Coppola 69’ | Marcatori | 38’ Quadrelli 52’ Zandegù |

#### Girone di ritorno
| Arbitro: | Fabricatore (Roma) |

|                 |           |  |
| Chimenti II 34’ | Marcatori |  |

| Arbitro: | Ramicone (Tivoli) |

|                        |           |  |
| Coppola 3’ (rig.), 62’ | Marcatori |  |

| Arbitro: | Galbiati (Monza) |

|                  |           |            |
| Sberveglieri 14’ | Marcatori | 40’ Pecchi |

| Arbitro: | Baldini (Piacenza) |

|                         |           |  |
| Mazzeni 5’ Paolucci 43’ | Marcatori |  |

| Siena 27 febbraio 1983 | Siena            | 0 – 0 | Cosenza | Stadio del Rastrello\| Arbitro: \| Baldas (Trieste) \| |
| Arbitro:               | Baldas (Trieste) |       |         |                                                        |

| Pagani 6 marzo 1983 | Paganese          | 0 – 0 | Siena | Stadio Marcello Torre\| Arbitro: \| Frigerio (Milano) \| |
| Arbitro:            | Frigerio (Milano) |       |       |                                                          |

| Arbitro: | Vecchiatini (Bologna) |

|               |           |              |
| Stringara 37’ | Marcatori | 80’ Tortelli |

| Arbitro: | Falsetti (Roma) |

|                           |           |  |
| Beccaria 1’, 44’ Izzo 65’ | Marcatori |  |

| Arbitro: | Baroni (Macerata) |

|                 |           |  |
| Pecchi 70’, 87’ | Marcatori |  |

| Arbitro: | Cerquoni (San Severino Marche) |

|                |           |  |
| Alivernini 20’ | Marcatori |  |

| Arbitro: | Pellicanò (Reggio Calabria) |

|                         |           |                           |
| Beatrice 6’ Coppola 81’ | Marcatori | 19’ Piccioni 50’ Calonaci |

| Arbitro: | Ongaro (Rovigo) |

|                         |           |  |
| Coppola 40’ (rig.), 79’ | Marcatori |  |

| Nocera Inferiore 8 maggio 1983 | Nocerina         | 0 – 0 | Siena | Stadio San Francesco d'Assisi\| Arbitro: \| Da Pozzo (Monza) \| |
| Arbitro:                       | Da Pozzo (Monza) |       |       |                                                                 |

| Siena 15 maggio 1983 | Siena          | 0 – 0 | Livorno | Stadio del Rastrello\| Arbitro: \| Luci (Firenze) \| |
| Arbitro:             | Luci (Firenze) |       |         |                                                      |

| Arbitro: | Mele (Bergamo) |

|           |           |               |
| Ilari 89’ | Marcatori | 40’ Stringara |

| Siena 29 maggio 1983 | Siena               | 0 – 0 | Campania | Stadio del Rastrello\| Arbitro: \| Coppetelli (Tivoli) \| |
| Arbitro:             | Coppetelli (Tivoli) |       |          |                                                           |

| Arbitro: | Bin (Torino) |

|              |           |  |
| Guerrini 24’ | Marcatori |  |

### Coppa Italia Serie C

#### Primo turno
| Cerreto Guidi 22 agosto 1982 | Cerretese | 1 – 0 | Siena | Stadio Comunale |

| Siena 25 agosto 1982 | Siena | 1 – 1 | Rondinella | Stadio del Rastrello |

| Montecatini Terme 29 agosto 1982 | Montecatini | 1 – 2 | Siena | Stadio Comunale |

| Siena 1º settembre 1982 | Siena | 3 – 2 | Cerretese | Stadio del Rastrello |

| Firenze 5 settembre 1982 | Rondinella | 0 – 0 | Siena | Stadio Due Strade |

| Siena 12 settembre 1982 | Siena | 6 – 0 | Montecatini | Stadio del Rastrello |

## Statistiche

### Statistiche di squadra
| Competizione         | Punti | In casa | In casa | In casa | In casa | In casa | In casa | In trasferta | In trasferta | In trasferta | In trasferta | In trasferta | In trasferta | Totale | Totale | Totale | Totale | Totale | Totale | DR |
| Competizione         | Punti | G       | V       | N       | P       | Gf      | Gs      | G            | V            | N            | P            | Gf           | Gs           | G      | V      | N      | P      | Gf     | Gs     | DR |
| -------------------- | ----- | ------- | ------- | ------- | ------- | ------- | ------- | ------------ | ------------ | ------------ | ------------ | ------------ | ------------ | ------ | ------ | ------ | ------ | ------ | ------ | -- |
| Serie C2             | 30    | 17      | 5       | 10      | 2       | 18      | 12      | 17           | 2            | 6            | 9            | 8            | 19           | 34     | 7      | 16     | 11     | 26     | 31     | -5 |
| Coppa Italia Serie C |       | 3       | 2       | 1       | 0       | 10      | 3       | 3            | 1            | 1            | 1            | 2            | 2            | 6      | 3      | 2      | 1      | 12     | 5      | +7 |
| Totale               | -     | 20      | 7       | 11      | 2       | 28      | 15      | 20           | 3            | 7            | 10           | 10           | 21           | 40     | 10     | 18     | 12     | 38     | 36     | +2 |

### Statistiche dei giocatori[4]
| Giocatore      | Serie C2 | Serie C2 | Coppa Italia Serie C | Coppa Italia Serie C | Totale   | Totale |
| Giocatore      | Presenze | Reti     | Presenze             | Reti                 | Presenze | Reti   |
| -------------- | -------- | -------- | -------------------- | -------------------- | -------- | ------ |
| B. Beatrice    | 28       | 1        | ?                    | ?                    | 28+      | 1+     |
| P. Bencini     | 30       | 0        | ?                    | ?                    | 30+      | 0+     |
| A. Bianchi     | 31       | 0        | ?                    | ?                    | 31+      | 0+     |
| R. Busi        | 29       | -22      | ?                    | -?                   | 29+      | -22+   |
| G. Coppola     | 30       | 10       | ?                    | ?                    | 30+      | 10+    |
| L. Delneri     | 24       | 1        | ?                    | ?                    | 24+      | 1+     |
| F. Foglietti   | 25       | 0        | ?                    | ?                    | 25+      | 0+     |
| G.B. Gori      | 6        | -9       | ?                    | ?                    | 6+       | -9+    |
| M. Gridelli    | 34       | 0        | ?                    | ?                    | 34+      | 0+     |
| L. Macrì       | 2        | 0        | ?                    | ?                    | 2+       | 0+     |
| S. Neri        | 33       | 0        | ?                    | ?                    | 33+      | 0+     |
| R. Pecchi      | 23       | 7        | ?                    | ?                    | 23+      | 7+     |
| G. Pelati      | 27       | 0        | ?                    | ?                    | 27+      | 0+     |
| R. Piccinini   | 4        | 0        | ?                    | ?                    | 4+       | 0+     |
| L. Rocca       | 12       | 0        | ?                    | ?                    | 12+      | 0+     |
| R. Sistici     | 18       | 0        | ?                    | ?                    | 18+      | 0+     |
| F. Spallanzani | 2        | 0        | ?                    | ?                    | 2+       | 0+     |
| P. Stringara   | 29       | 3        | ?                    | ?                    | 29+      | 3+     |
| G. Testa       | 22       | 3        | ?                    | ?                    | 22+      | 3+     |
| F. Tintisona   | 6        | 0        | ?                    | ?                    | 6+       | 0+     |
| E. Vichi       | 25       | 1        | ?                    | ?                    | 25+      | 1+     |